# Dialaceniopsis landolphiae
Dialaceniopsis landolphiae är en svampart som beskrevs av Bat. 1959. Dialaceniopsis landolphiae ingår i släktet Dialaceniopsis, divisionen sporsäcksvampar och riket svampar.   Inga underarter finns listade i Catalogue of Life.